# Naila Janjgir
Naila Janjgir là một thành phố và khu đô thị của quận Janjgir-Champa thuộc bang Chhattisgarh, Ấn Độ.

## Nhân khẩu
Theo điều tra dân số năm 2001 của Ấn Độ, Naila Janjgir có dân số 32.495 người. Phái nam chiếm 52% tổng số dân và phái nữ chiếm 48%. Naila Janjgir có tỷ lệ 70% biết đọc biết viết, cao hơn tỷ lệ trung bình toàn quốc là 59,5%: tỷ lệ cho phái nam là 80%, và tỷ lệ cho phái nữ là 60%. Tại Naila Janjgir, 14% dân số nhỏ hơn 6 tuổi.